# Radiodiffusion Télévision de Djibouti
Radiodiffusion Télévision de Djibouti, nota anche con l'acronimo RTD (in arabo: إذاعة وتلفزيون جيبوتي), è l'ente radiotelevisivo pubblico di Gibuti. Trasmette dalla capitale Gibuti in somalo, afar, arabo e francese.

## Storia

### Età coloniale
La radio iniziò a trasmettere negli anni cinquanta, durante il periodo coloniale nella Somalia francese. Nel 1967 l'Office de Radiodiffusion Télévision Française (ORTF) mise a punto una stazione regionale d'oltremare a Gibuti, che non aveva alcuna struttura per la produzione e serviva alla ripetizione dei programmi della radio e della televisione francesi.

### Dopo l'indipendenza

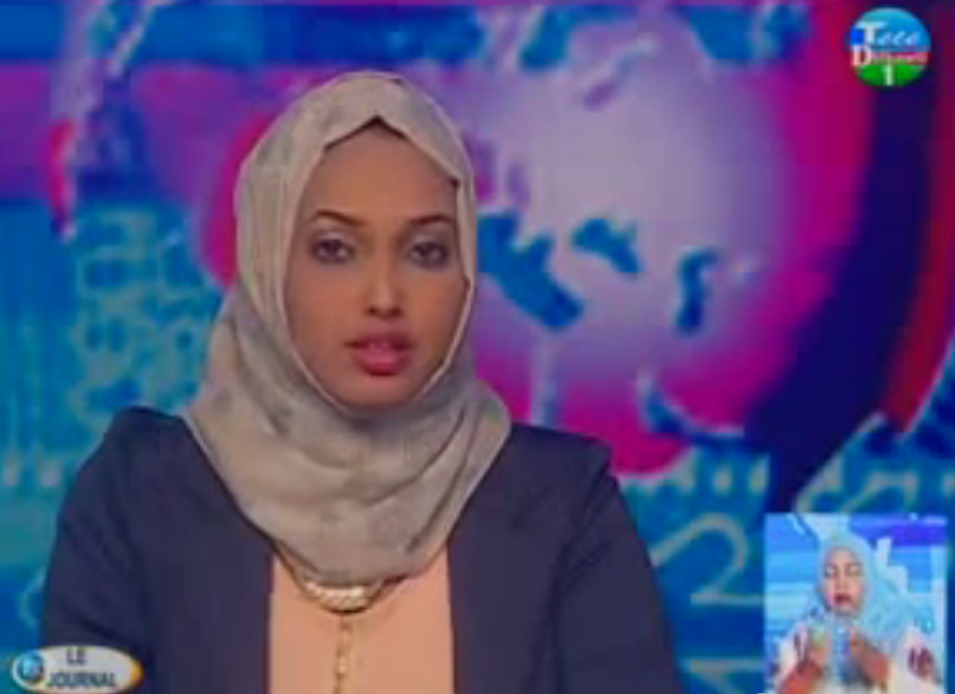
Un'immagine della RTD che trasmette in francese.

Nel 1977 Gibuti ottenne la sua indipendenza come Repubblica del Gibuti. Fu fondato l'ente radiotelevisivo di Stato RTD, che si concentrò subito nel realizzare programmi che rafforzassero il sentimento di unità nazionale e contribuissero allo sviluppo del Paese. Lo staff era, però, poco formato e le attrezzature erano obsolete.
Nel 1983, grazie alla cooperazione con la Germania Ovest, fu creato un centro specifico per la radiodiffusione a Doraleh, vicino alla città di Gibuti. Il centro fu dotato di studi di produzione radiofonica e reso in grado di trasmettere in onde medie e in onde corte con una potenza di 20 kW e in modulazione di frequenza su tutto il territorio.
Nel 1986 fu installata una rete di ripetitori della televisione nelle principali città delle regioni interne. Risultando gli studi e le attrezzature insufficienti per la realizzazione dei programmi (RTD a quel tempo produceva solo il 20 % di ciò che mandava in onda), l'azienda firmò un accordo di finanziamento da parte del governo giapponese per l'ampliamento della sua sede e l'ammodernamento delle sue attrezzature.
Parallelamente fu intrapreso anche un rafforzamento delle risorse umane.
RTD, attraverso i suoi 4 canali televisivi e le sue 3 stazioni radiofoniche, propone soprattutto notizie, programmi culturali, serie televisive, varietà e intrattenimento generale.
Grazie al satellite Badr-4 RTD raggiunge anche tutto il Nordafrica, l'Europa e il Medio Oriente; alcuni dei suoi programmi sono anche visibili in streaming su internet; attraverso un suo trasmettitore a onde medie diffonde in tutta l'Africa orientale la stazione radio in arabo del governo statunitense Radio Sawa.
La società, che opera in regime di monopolio sia radiofonico che televisivo a Gibuti, secondo Reporter senza frontiere è spesso soggetta ad un utilizzo da parte del governo per scopi propagandistici. L'emittente La Voix de Djibouti, voce alternativa a quella governativa, per poter trasmettere ha dovuto farlo per dieci anni come radio online dal Belgio, spostando la propria sede a giugno 2020 in Bulgaria.

## Servizi

### Televisione
| Nome  | Sede            | Тipo        | Lancio | Lingua                         |
| ----- | --------------- | ----------- | ------ | ------------------------------ |
| RTD 1 | Città di Gibuti | generalista | 1986   | somalo, afar, arabo e francese |
| RTD 2 | Città di Gibuti | generalista |        | somalo, afar, arabo e francese |
| RTD 3 | Città di Gibuti | generalista |        | somalo, afar, arabo e francese |
| RTD 4 | Città di Gibuti | generalista |        | somalo, afar, arabo e francese |

### Radio
| Nome             | Sede            | Тipo        | Lancio | Lingua                         |
| ---------------- | --------------- | ----------- | ------ | ------------------------------ |
| Radio Djibouti 1 | Città di Gibuti | generalista | 1967   | somalo, afar, arabo e francese |
| Radio Djibouti 2 | Città di Gibuti | generalista |        | somalo, afar, arabo e francese |
| Radio Djibouti 3 | Città di Gibuti | generalista |        | somalo, afar, arabo e francese |

## Ricezione

### Satellite[5]
| Satellite          | Arabsat 5A                                                                       | Badr 8                                                                           | SES 4                                                                            |
| Posizione orbitale | 30.5° E                                                                          | 26.0° E                                                                          | 22.0° W                                                                          |
| Canali             | RTD 1, RTD 2, RTD 3, RTD 4, Radio Djibouti 1, Radio Djibouti 2, Radio Djibouti 3 | RTD 1, RTD 2, RTD 3, RTD 4, Radio Djibouti 1, Radio Djibouti 2, Radio Djibouti 3 | RTD 1, RTD 2, RTD 3, RTD 4, Radio Djibouti 1, Radio Djibouti 2, Radio Djibouti 3 |
| Frequenza          | 10830 H                                                                          | 12054 V                                                                          | 12730 V                                                                          |
| SR                 | 2600                                                                             | 27500                                                                            | 30000                                                                            |
| FEC                | 3/4                                                                              | 5/6                                                                              | 3/4                                                                              |
| Modulazione        |                                                                                  |                                                                                  | QPSK                                                                             |